# (11593) Uchikawa
(11593) Uchikawa est un astéroïde de la ceinture principale.

## Description
(11593) Uchikawa est un astéroïde de la ceinture principale. Il fut découvert le 20 avril 1995 à Kitami par Kin Endate et Kazuro Watanabe. Il présente une orbite caractérisée par un demi-grand axe de 2,22 UA, une excentricité de 0,09 et une inclinaison de 2,6° par rapport à l'écliptique.

## Compléments